# Taoudi
Taoudi est une localité du nord-est de la Côte d'Ivoire et appartenant au département de Bondoukou, district du Zanzan, région du Gontougo. La localité de Taoudi est un chef lieu de sous préfecture et  était un chef-lieu de commune  jusqu'en mars 2012, date à laquelle elle est devenue l'une des 1 126 communes abolies à l'échelle nationale.[2] .
Cette ville située à environ 95 km de Bondoukou à d’énormes potentialités mais manque d'une voie d’accès, pour amorcer totalement son développement.
Les habitants de cette sous-préfecture sont des Koulangos majoritairement 

## Administration
À la suite du décret N°97-18 du 15-01-1997, la circonscription administrative de TAOUDI fut créée. Son premier sous-préfet fut Rope Guedé Grégoire.
| N° D'ordre | Identité            | Date de prise de service | Date de cessation de service | Grade      |
| ---------- | ------------------- | ------------------------ | ---------------------------- | ---------- |
| 1          | Rope Guedé Grégoire | 21-09-2000               | 07-09-2007                   | Adm. Civil |
| 2          | Opoue Ackoh Joseph  | 07-09-2007               | 22-04-2009                   | Adm. Civil |
| 3          | Mamadou Coulibaly   | 22-04-2009               | 04-02-2014                   | Adm. Civil |
| 4          | Memlin Theophile    | 04-02-2014               | 10-09-2018                   | Adm. Civil |
| 5          | Dosso Lassana       | 10-09-2018               | -                            | Adm. Civil |

## Histoire
La localité de Taoudi est dirigé depuis sa fondation par des chefs de villages aidé dans leurs taches par des notables. 
Plusieurs chefs se sont succédé comme chef de village de Taoudi 
Le chef de Village actuel est Monsieur ADOU Yao Kra Joseph, avec pour nom de règne: Dagbolo KOFFI Tchènè II, il à été intronisé en Février 2025 

## Démographie

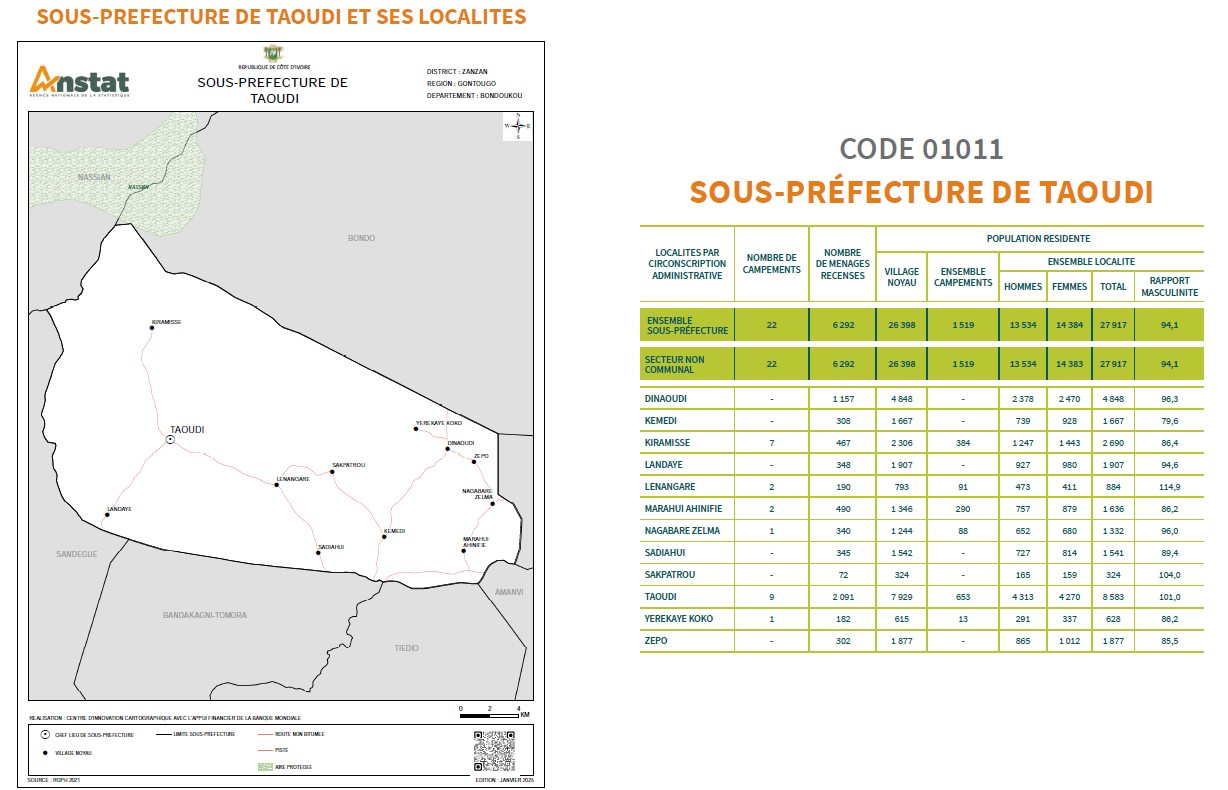
Cumul de la population de la Sous préfecture de Taoudi en 2021

| 1975 | 1988 | 1998 | 2014 (RGPH) | 2021 (RGPH) |
| ---- | ---- | ---- | ----------- | ----------- |
| .    | .    | .    | 18 568      | 27 917      |

RGPH 2021

## Éducation
- Etablissements

| Enseignement primaire Public 4 écoles Primaires en activité et une cinquième en construction - EPP Loba Bodjoro Pierre - EPP Kouakou Yéboua Alexandre - EPP Rope Guedé Gregoire - EPP Yao Dongui - EPP 5 en cours de construction | Enseignement secondaire Lycée Public - Lycée Moderne de Taoudi Collège privé - Collège Privé DONGUI JACOB |

- Résultats scolaires

|                | Lycée Moderne de Taoudi | Lycée Moderne de Taoudi | Collège Privé Dongui Jacob | Collège Privé Dongui Jacob |
| -------------- | ----------------------- | ----------------------- | -------------------------- | -------------------------- |
| Année scolaire | BEPC                    | BAC                     | BEPC                       |                            |
| 2023-2024      | 35%                     |                         | 40,42%                     |                            |
| 2024-2025      | 40,98%                  | 30%                     | 35,29%                     |                            |
| 2025-2026      |                         |                         |                            |                            |
| 2026-2027      |                         |                         |                            |                            |

## Personnalités liées à la ville
- Kouakou Yéboua Alexandre (homme politique, Ex-Sécrétaire Général du PDCI, Ex-membre du comité central du PDCI, Ex-président de la chambre de commerce et d`industrie du zanzan.)

## Villes voisines
- Nassian  au Nord;
- Sandégué au Sud Ouest ;

quartiers
Sous-préfectures environnantes
- BONDO ;
- BANDAKAGNI-TOMORA  ;
- YOROBODI

Localités de la Sous-préfecture de Taoudi avec leurs populations
- Taoudi :                   7 929
- Dinaoudi :               4 848
- Kiramisse:               2 306
- Landaye :               1 907
- Zepo :                    1 877
- Kemedi :                1 667
- Sadiahui :              1 542
- Marahui-Ahinifié :  1 346
- Nagabare Zelma : 1 244
- Lenagare :               793
- Yerekaye-Koko :      615
- Sakpatrou:               324